# La Tola
La Tola – miasto w Kolumbii, w departamencie Nariño.